# 野比のび助
- 藤子不二雄（連載） > 藤子・F・不二雄（著作） > ドラえもん > 登場人物 > 野比のび助
- 藤子不二雄 > アニメ > ドラえもん > 登場人物 > 野比のび助

野比 のび助（のび のびすけ）は、藤子・F・不二雄の漫画作品『ドラえもん』に登場する架空の人物。のび太の父。明確な年齢の設定は存在しない（各話で異なる）。誕生日の設定もない。

## 容姿
妻の玉子とは対照的に背が低くやや太った体型。服装は第2作第1期では和服を着ることが多かったが第2作第2期では洋服を着ることも多い。少年時代の容姿はのび太に似ているが、髪型は坊主頭だった。なお、野比家の家族の中では唯一眼鏡をかけていない。

## 性格
絵が上手い点以外は息子ののび太に似て、基本的には温厚でのんびり屋でおおらかな性格。一人称は「ぼく」、もしくは「パパ」、初期では「おれ」と言ったこともある。玉子からは「あなた」もしくは「パパ」、のび太からは「パパ」と呼ばれているが、初期には「とうさん」と呼ばれていた。
玉子とは逆にのび太を叱ることは少ない。玉子から頼まれたり、自身の判断でのび太を叱ることもあるが、その場合には玉子のように感情にまかせて怒鳴り付けるのではなく、諭すように説教することが多い。しかし、14巻「夢まくらのおじいさん」では急に態度を変えて極端に厳しくなったことがある。自身の父親はとても厳しくて怖い父親であったため、夢枕に出てきた父の言葉からのび太も同じように厳しく育てなければならないと考えて、一時的ではあるが虐待に近い躾（夢の話を聞いた玉子は同意するだけでなく「あなたはのび太に甘い」とまで言っていたが、その彼女が慌てて止めに入るほど）を試みていた。叱る内容としては、勉強の成績のことよりも、のび太が外で活発に遊ばず家の中でくすぶっている傾向について叱ることが多い。他力本願な考えには厳しく、6巻「さようならドラえもん」ではドラえもんとの別れを拒むのび太に「他人に頼ってばかりではいつまで経っても一人前になれないぞ!?」と強引に諭す描写もある。

### 性格的短所
のび太がクリスマスにゲームやラジコンが欲しいと言ったにもかかわらず、リクエストを無視して偉人伝などの本を買ってくるというケチな所や、混雑して疲れるという理由で行くはずだったハイキングを中止するといった決断力の弱い面がある。ドラえもんがテレビを見ていた際も勝手に割り込んでチャンネルを変えたり、のび太達を追い払うなど、自分勝手な面もある。
また、物忘れが激しいところもあり、玉子に頼まれた手紙を郵便ポストに投函するのを忘れて1か月も上着のポケットに入れたままの時もあった。それに気づいた際、「ママは怒り狂うぞ。どうしよう」と真っ青になっている。ドラえもんから「わすれ鳥」を借りて知人の家に訪ねるも、玉子に頼まれた手紙はおろか、「わすれ鳥」の実験に使った財布や「わすれ鳥」まで知人の家に置いてきて忘れてしまった。
また、アニメではトイレのドアの建付けが悪く開いていたのをのび太が閉め忘れたと頭ごなしに決めつけ、のび太の言い分も聞かない横暴さも見られた。
何度も運転免許試験に失敗しているため、自動車が嫌い。「実用ミニカーセット」では「もう車は見たくない」という発言もある。

## 趣味・特技
趣味はもっぱら酒を飲むこと。下手の横好きだがゴルフや釣りも嗜む。もっともゴルフに関しては腕そのものより、雨に降られやすい（いわゆる「雨男」）ことのほうが悩み。ドラえもんの道具「雨男晴れ男メーター」での計測結果によると、マイナス8.5という数値（メーターの最大値はマイナス10）を記録したほど。音楽も趣味の一つで、高級なコンポーネントステレオを月賦で購入し、大音量で聞いていたら近隣から苦情が来た。
プロ野球・読売ジャイアンツのファン。巨人が負けていれば機嫌が悪くなり、勝てば機嫌を良くしていた。

## 短所
運動神経が鈍く、運転免許の技能試験（自動車教習所の技能検定）に何度も落ちている。指導員から「あんたみたいなへたくそは運転しないほうがいい」とまで言われるが本人曰く、「僕は本当は運転がうまいんだ。先生が横でうるさいから悪いんだ」とのこと。ただし初期では運転免許を所持している設定だったようで、5巻の「宝くじ大当たり」では玉子から車の購入を強請られている。のび太が生まれた時には全力疾走で病院に向かう描写があり、いざというときに爆発する潜在能力は、のび太同様に目を見張るものがある（また同話で玉子に「あなたに似たら、運動ならなんでもこいのスポーツマン」と言われていた。逆に学力はパッとしなかったようで、こちらがのび太に遺伝してしまった）。上記の運転免許のエピソードではコース上ではかなりの高速でも上手く運転していたが、のび太たちの制止を聞かずに家の敷地外に出てすぐ子供のおもちゃのダンプと衝突する事故を起こした。単行本第7巻「山おく村の怪事件」で雪合戦をした際には「学生野球のピッチャー」だったことを明かし、腕前を感心されたが、その話は元々は、ドラミの外伝作におけるのび太郎の父親である為、原作においては、のび助本人が学生時代はピッチャーだったかは不明。
不器用で、日曜大工仕事も苦手。料理も全く出来ない。意思が弱く、ダイエットは3日も続かない。癖は貧乏揺すり。頻繁に喫煙しており、煙草の銘柄は「チェリー」を中心に、両切りの「ピース」、「セブンスター」など、いずれも濃いめのたばこを吸っている（ただし、喫煙に対する規制が厳しくなっている現在の感覚では濃い部類だが、連載当時は一般的な銘柄であった）。アニメでは、「マイルドセブン」を吸うシーンもある。今までに少なくとも32回の禁煙失敗歴を持ち、妻の玉子に「完全にニコチン中毒ね」と言われている。しかし、アニメでは「くろうみそ」（2005年11月25日放送）を最後に吸う描写はない（そのとき吸っていた銘柄はラーク）。

## 画家の夢
子供の頃からの夢は画家になること。小学生時代には全国図画コンクールで金賞を受賞した経歴があり、中学生時代には売れない貧乏画家の柿原（後に巨匠として名を馳せる）に師事していた。絵の上手さを認めた人は多くいたほどだが、息子ののび太は絵が下手なので対照的。

### 20年前の分岐点
父の反対で美術学校への進学をあきらめかけたところを、とある富豪家がパトロンとなり、海外留学の費用を出す（更に娘を嫁にやる）と申し出ていたが、他者の財力で夢を叶えることに疑問を抱き、自分の力で自分の人生を切り開くことを決意し、申し出を断った（20年前2月15日の出来事）。実際には夢を叶えることはできなかったが、これが玉子との出会いのきっかけになる（後述の妻・玉子との馴れ初めを参照）。

### 絵画を描く家庭人としての姿
現在でも時おり絵を描く姿が見られるが、玉子が「珍しい」と言っていることから、それほど頻繁には描いていないようである。また、描いた絵についてのび太に自由な感想を述べさせたところ、その答え（この絵の果物は、不恰好でまずそうと言った）に怒り、のび太をひっぱたいたこともある。

## 年齢
のび助の明確な年齢は設定されていない。年齢が登場する話や、年齢が推測できる話もあるが、各話で年齢は異なる。そもそも、漫画『ドラえもん』は幼児向けから小学6年生向けまで複数の雑誌に連載されていたため、息子ののび太の年齢も一定ではない（てんとう虫コミックスでは概ね小学4年生になるように台詞が調整されている）。のび助の年齢に関する描写が作品内に出てくる例を以下に記すが、あくまでも出現例であり統一設定ではない。
漫画
- 2巻「地下鉄をつくっちゃえ」（雑誌『小学一年生』に掲載）に「36才」と書かれた定期券（のび太とドラえもんがプレゼントとして作ったもの）が登場する。掲載誌の読者向けに作品が描かれたことを考慮すると、小学1年生の父親に相応しい年齢が作者によって記されたと考えられる。

アニメ第2作第1期
- 1994年9月30日放送のアニメ「逆成長グラス」では、のび助は30年前にのび太と同い年ということになっている。アニメののび太が小学5年生という設定であることから計算すると、この話におけるのび助の年齢は40〜41歳だと考えられる。

## 家族
妻の玉子のことは「ママ」または「きみ」と呼ぶ。玉子と結婚する前の交際時は「玉子さん」と呼んでいた。
ロボットであるドラえもんのことも家族の一人と認識しており、玉子から「うちは3人家族（のび助、玉子、のび太）だったわよね？」と聞かれた時には、「何言ってんだ、うちは4人家族（のび助、玉子、のび太、ドラえもん）じゃないか」と反論している。

### 玉子との出会い
20年前に学生服姿で走っていたところ、道端を偶然歩いていたセーラー服姿の片岡玉子と衝突。これが玉子との出会いである（前述の画家への道の援助者の申し出を断った直後の出来事。「#20年前の分岐点」を参照）。のび助は不注意を謝り、2人はすぐ別れたものの、玉子が落とした定期券をのび助が拾って追いかける場面が作中で描かれている。

### プロポーズ
プロポーズは1959年11月3日に公園で行われた。当時ののび助と玉子は、些細な誤解から別れる寸前になるが、ドラえもんが出した道具「ヒトマネロボット」が前後して2人に変身して相手にプロポーズ。結果、2人は仲直りする。

### のび太誕生
のび太が生まれた時には猛ダッシュで病院に駆け付けたが、“不審な2人組”（実はタイムマシンで10年後からやって来たのび太とドラえもん）に付きまとわれる。赤ちゃんの将来について玉子と語らっていたところ、10年後ののび太に「あ、あのう…………あまりきたいされちゃこまるんだけど……。そんなたいした子じゃないんだから。いえ、ほんと!」と言われ「いったい、うちの子になんのうらみが!!」と真っ赤な顔で泣きながら怒った（2巻「ぼくの生まれた日」より）。なお、のび太が生まれてしばらくまではのび太の部屋はのび助が使用していた部屋であった。

## 会社
社長が自ら野比家を訪ねて来たことが何度かある。勤務する会社にアメリカ支社はないが、ニューヨークへの転勤を命じられたことがある（社長による「二月バカ」の嘘だった）。勤務する会社は札幌市に北海道支社を置いている。
漫画の初期のみの設定
漫画の「未来の国からはるばると」の雑誌掲載版（0巻に収録）では、のび太の未来のアルバムの1988年の所に「父の会社をつぐ」とあり、初期設定では会社経営者であったことが窺える。
アニメ
- テレビアニメ第1作では課長補佐という設定だった。
- 勤務会社名は当初「何度加（ナントカ）会社」だったが、「△○商事」[30]を経て、2001年現在は「○○商事」[31]となっている。

## 関連人物
野比家に関わる人物について以下に記す。のび太の息子以降の野比家の関係者、野比家か片岡家か判別できない親戚は野比のび太#関連人物を参照。

### 両親
のび助の母
のび助の父（のび太の父方の祖父）
声（若い頃） - 石森達幸（1979.10）→亀井三郎（1987.11 - 2002.10）、川久保潔（2001.5）→菅原淳一（2006.6）→加藤精三（2010.6）→岸野一彦（2015.10）→一条和矢（2025.2）
14巻「夢まくらのおじいさん」に登場。
のび太が生まれる前に病没。
気骨ある性格。頑固で厳格な印象を与える人物。のび助を厳しく育て上げたため、のび助は父を厳格で怖いだけの人物としか思っていないが、実際は妻を介して陰でのび助にやさしくするなど、人一倍子供を気遣う父親だった。父親の甘い所を子供に見せるのはしつけ上良くないと考えていたため、子供の前ではあえて厳しい態度をしており、子供をなぐさめたり甘えさせる役目は全て妻（父方の祖母）に任せていた。
「夢まくらのおじいさん」の加筆版（藤子不二雄ランド、藤子不二雄自選集、藤子・F・不二雄大全集に収録）では、のび太に対し、彼が立派な父親となったことで涙を滲ませる一面がある。
未来から来たのび太を初対面にもかかわらず孫と認識して可愛がっている、ドラえもんとも対面する。また、のび太の顔を見て「賢そうな顔をしている」という評価をするなど、孫に少々甘い一面もある。ドラえもんらと共にタイムマシンに同乗し、現代へと赴いた。
43巻「のび太が消えちゃう？」では、のび助の美術学校入学に反対しながらも、金光の資金援助を受けるために金光の娘と結婚するか否かで悩んでいたのび助に対しては静観する姿を見せた。
『最新ドラえもんひみつ百科』（1998年発行）等の一部の書籍にのみ「のびる」という名前が記載されているが、継続して用いられている公式設定ではなく、藤本が執筆した漫画作品には名前は一切登場しない。『決定版ドラえもん大事典』 （ビッグ・コロタン）の93ページにかつては「のびる」と掲載されていたが、その後の版では削除されている（2020年8月8日の第27刷には非掲載）。
テレビアニメでは遺影が飾ってある場面が放送された。

### 弟と妹
少なくとも3〜4人の弟、1人の妹がいる。漫画内に兄弟の数を確定させる記述はない。兄または姉の存在が示唆されたことは1度もない。
テレビアニメ第2作第2期で登場した弟は野比のび郎のみ。
のび郎（のびろう）
声 - 村松康雄（1980.1 - 2004.3）→橋本晃一（2006.11 - ）、宇垣秀成（2009.1、2011.6）
声（少年期） - 大本眞基子（2010.6-）
のび助の弟。何年かに一度、日本とインド間を往復している。そのためのび太に数年分のお年玉をまとめて与えているため、のび太からは「お年玉を一番多くくれる」と喜ばれている。かなりの近眼で、眼鏡がないと何も見えない。コンタクトを着用していたこともあった。
好きな動物はゾウ。戦争の悲劇を描いた名作童話『かわいそうなぞう』をベースにしたエピソード「ぞうとおじさん」（5巻）にて、重要な役回りを演じた。
テレビアニメ第2作第2期では、この役回りは1回目の放送時は動物園で会った行きずりの老人（声 - 矢田稔、高戸靖広〈子供時代〉）、リメイク版では後述ののび四郎に置き換えられている。
22巻「税金鳥」では、のび太の部屋に突然現れた。
41巻「いつでもどこでもスケッチセット」ではのび助と一緒に昔の近所の地図を作るが、喧嘩になっり、「気まぐれカレンダー」ではドラえもんがのび太へのお仕置きにのび助、玉子と一緒になって協力して、最後のオチでのび助、玉子と一緒になってのび太にアッカンベーの形で舌を出してた。
ムナシ
のび助の弟。売れない映画俳優。
大全集14巻「珍加羅峠の宝物」（初出時や、FFランド2巻では「宝さがし」）に登場。お正月にお年玉を借りにのび太の部屋を訪れた。宝探しが趣味。アパート「オンボロ荘」の3号室に住んでいる。貧乏だが兄から笑顔で歓迎されるなど兄弟仲はいい様子。
1982年のテレビアニメ「のび太の宝さがし」では「野比ムナシ」とフルネームが登場。。
月賦の弟
のび助の弟。4巻「してない貯金を使う法」で登場し、のび太に現代人の生き方を教えた。しかしオチでは月々の支払いが苦しいということで兄に頭を下げ、お金を貸してほしいと言って困らせている。
カキを食べそこねた弟
のび助の弟。34巻「一晩でカキの実がなった」に大人と少年の姿で登場。かつて柿の実を食べ損ねたことがあり、のび助と会うときはそのことを話の種にしている。漫画には名前は出てこない。
1984年のテレビアニメ「時空間とりかえ機」（上記「一晩でカキの実がなった」のアニメ化作品）では「のび三郎」という名前で登場した。
2018年のテレビアニメ「一晩でカキの実がなった」では、「のび郎」という名前で登場した。ただし、原作漫画36巻「サカユメンでいい夢みよう」では「『ぞうとおじさん』出演時ののび郎」と「カキを食べそこねた弟」に似た「のび太のおじさん」が一緒に登場している（ただしその箇所は当時のチーフアシスタントのたかや健二が顔のペン入れまで担当している特別な回のため、藤本の下描きが明確に入っていなかった可能性もある）。
ネズミ年の弟
中年男性。「「スパルタ式にが手こくふく錠」と「にが手タッチバトン」」に登場するが、作中ではのび太から「おじさん」と呼ばれているのみで弟かどうかは明記されていない。容姿はのび助に近い。
妹
声 - 横沢啓子（1979.5）→須藤沙織（2017.11）
のび助の妹。1巻「プロポーズ作戦」に登場し、のび助に小遣いをせびる姿を目撃され、玉子の誤解を生む原因になった。
同エピソードはテレビアニメ第2作でこれまでに4回放送されているが、本人が登場したのは第1期「プロポーズ作戦」（1979年5月）および第2期「プロポーズ作戦」（2017年11月3日）の2回で、第1期「13年目のプロポーズ」（2005年4月）および第2期「のび太のプロポーズ作戦」（2009年5月22日）では面識のない他の少女に置き換えられている。
北海道のおばさん
のび太に毎年たくさんのお年玉をくれるおばさん。作中では明確にされていないが、前出の妹と同一人物という説が有力。
15巻「ポータブル国会」では、「国鉄運賃が上がったから今年は行けない」という内容をのび助と電話でやりとりしていた。
30巻「フエール銀行」では「お正月にこられなくて」とお年玉を渡しに来てくれた。
31巻「ためしにさようなら」では、もしもボックスによってアメリカに移住することになった野比家に、見送り行く旨の電話をかけてきた。
42巻「やりすぎ!望み実験機」では、航空便で野比家にサッポロラーメンを送った。
北海道のおじさん ★
声 - 坂口候一
テレビアニメ第2作第2期「お箸はのびるよ、どこまでも」（2016年4月12日放送）で後ろ姿のみ登場。
すみれ
最近北海道で結婚式をあげた、のび太の従姉。結婚式にパパとママが出席した。顔は登場していない。北海道のおばの娘であるとの説あり。

### 親戚
のび枝（のびえ）
のび太の従姉。21巻「まねコン」に登場。顔はのび太によく似ており、髪型や制服（セーラー服）は『エスパー魔美』の佐倉魔美のものとよく似ている。
2005年10月から2007年4月まで、テレビアニメのオープニング「ハグしちゃお」の映像内に登場した。
のび太郎
1973年に連載を開始したスピンオフ『ドラミちゃん』で登場。のび太の遠い親戚。のび太と瓜二つの小学生。
のび四郎（のびしろう）★
声 - 村松康雄（2017.7）
声（幼少期） - 田村睦心（2017.7）
のび助のおじで、のび太の大おじに当たる。カメラマン。テレビアニメ第2作第2期の「ぞうとおじさん」ではのび郎の役回りを演じた。

### 祖先
野比家の祖先とその縁者を以下に記す。
石器時代の少年
7巻「石器時代の王さまに」に登場する少年。10万年前の石器時代の世界で、しずか、スネ夫、ジャイアンによく似た原始人の子供たちと魚捕りをしていた。他の原始人が毛皮を身に付けているのに対し、彼だけは腰巻きもしておらず全裸であり、のび太と同じく不器用。
のび作
声 - 小原乃梨子（1979.4）→まるたまり（2005.9）
1巻「ご先祖さまがんばれ」に登場する戦国時代の狩人。気が小さく、ウサギなどの小動物相手にしか狩りができない。鼻水を垂らしている。ドラえもんをタヌキと誤認して矢を射た際、自分が近眼であることを明かしている。骨川家との因縁はこの時代から存在していた。のび太とドラえもんが歴史を改変して彼を戦国大名の家老にしようとするが、本人はそれを拒否し狩人としての生活を選んだ。のび太曰く「だめなひと」。
テレビアニメでは野比家の家宝（ドラえもんが置いていった、使い過ぎて破損したスーパーてぶくろ）を子孫に残す。
2016年12月のテレビアニメ「戦国のび兵衛がんばれ」では「のび兵衞」（声 - 大原めぐみ）という名前で登場し、物語も大きく改変された。
のびろべえ
声 - 塩屋浩三（2014）
150年前の先祖。大ボラを吹くため周囲から「ホラのび」と呼ばれるようになった。実際にはのび太とドラえもんに「ホラを吹いて欲しい」と無理やり現代へ連行されたのびろべえが、現代を未来社会と認識できず「仙人の国」、飛行機や車を「鉄でできた獣や鳥」、テレビを「絵が動く魔法の箱」、高層ビルを「山より高い石造りの建物」といったように自分の時代の住民に話したところ、誰にも信じてもらえず「ホラ吹き」のレッテルを貼られた。
なお、テレビアニメではホラ吹きのレッテルを貼られた理由が「ホラで人を騙そうとしたから」ではなく「人を楽しませる面白いホラを吹いたから」ということになっている。
のび左エ門（のびざえもん）
4巻「のび左エ門の秘宝」に登場する。のび作の父親。のび助の6代前のご先祖。文政9年（1826年）元日に、お年玉のありかを記した宝の地図を書いた。
学習漫画『ドラえもん 国語おもしろ攻略四字熟語辞典』では、ジャイアンに似た悪代官を斬っている。
のび作（のびさく）
声 - まるたまり（2009.1）
のび左エ門の息子。
のび吉（のびきち）
声 - 野田順子（2021.12）
のび助の祖父でのび太の曽祖父。33巻「ハリーのしっぽ」に登場。
明治 - 大正 - 昭和期の人物。1910年（明治43年）にハレー彗星の大接近を体験し、その際「ハリー（ハレー彗星）が地球の空気を奪っていく」という話を信じており、タイムマシンでやってきたドラえもんとのび太からこっそり渡された浮き輪を見て喜んだ。その後、ハレー彗星は何事もなく去ったが、子孫の時代（1986年）に再び接近することを知り、後世に残すために庭に浮き輪を埋め、時を超えてドラえもんとのび太の手元に戻ってきた。
のび吉の母
たらいの水に顔を浸している息子の姿を見て驚き、心配する。彗星接近で世間がパニックになっている中、ひとり冷静にのび吉の杞憂を否定した。
のび平 ★
アニメ映画『ドラミちゃん アララ・少年山賊団! 』に登場する戦国時代、1580年ごろの人物。のび太同様、気弱な性格だが、ドラミに眼鏡を貰ってからはたくましく成長する。

### 友人
太田（おおた）
声 - 小滝進（1985.2）
8巻「くろうみそ」34巻「自動返送荷札」に登場した、のび助の友人。ゴルフクラブ•バッグの貸し借りを行なっている。
祖古梨（そこなし）
声 - 不明（1979.8）→高瀬右光（2012.6）→宇垣秀成（2019.11）
13巻「もどりライト」に登場する、のび助の飲み仲間の中年男性。名の通り底知らずの大酒飲みで、玉子曰く「飲みだすと切りが無く、朝まで飲み続ける」。野比家を訪ねのび助と酌み交わしていたところ、酒や肴を「もどりライト」で原料の生き物に変えられ、飲み過ぎたと思い帰ってしまった。
磯崎 / 磯川（いそざき / いそかわ）
声 - 不明（1983.10）→難波圭一（2010.7）→一条和矢（2022.7）
31巻「海坊主がつれた!」に登場した、のび助の友人。電話で46cmの大物のイシダイを釣ったから魚拓を見せに来ると自慢の電話をかけ、のび助をイライラさせていた。

### 会社
会社社長
声 - 田中崇（1979. 12）→佐藤正治（2004. 5）→島香裕（2012. 1）
のび助の勤務する会社の代表取締役。名は不明。11巻「いやなお客の帰し方」に登場。
お正月の挨拶に来るお得意先や関連会社との付き合いに疲れ、人の良い社員であるのび助の家へと逃げ込む。酒や料理などをご馳走になった上、のび太の部屋を昼寝部屋と決めつけたりなど、少々自分勝手な社長である。また、家でのん気に過ごしていたドラえもんらに対し、初めて会ったのにも関わらず、一喝を投ずるなど、昔の人間の一面も見せる。しかし、ドラえもんやのび太からすれば当然年明け早々からおもしろくなく、道具を使って社長を追い出す作戦に出た。これに粘り強さを見せていた社長であったが、最後はついに折れた。第2期ではドラえもん達にお年玉をあげるといった良い一面がある。
また、彼の経営する会社は札幌市に北海道支社を置いている。
会社部長
声 - 一条和矢（2024. 4）
のび助の会社の部長。社長に顔がよく似ている。
会社部長の奥さん
のび助の会社の部長の奥さん。部長も奥さんもネコが大好き。
会社課長
声 - 亀井三郎（2010. 12-2013. 4）→秋元羊介（2013. 12 - ）
のび助の会社の課長。のび助とはよく飲みに行くなど、とても親しいようである。

### その他の関連人物
柿原（かきはら）
声 - 肝付兼太（1979.6 - 1980.1）→鈴木琢磨（2021.5）
高名な画家。6巻「この絵600万円」、11巻「あらかじめアンテナ」に登場。不遇時代はアパート「落目荘」に住み、のび助に絵を教えていた。現在は妻と邸宅に二人暮らしで、その作品は600万円で取引されている（1972年当時）。抽象絵画を作風としており、ドラえもんたちには理解できなかった。ドラえもんたちは不遇時代の過去に行き、作品を安く買おうとしたが、唯一内容が理解できる絵を買ったら、それは柿原ではなく弟子であるのび助の絵だった。
金満（かねみつ）
声 - 石森達幸（1981.4）→飯塚昭三（2002.10）→桜井敏治（2006.8）→町田政則（2025.2）
画家志望だった青年期ののび助に、パトロンになろうと申し出た富豪。数千人もの知り合いの名士を持っているらしい。
高慢な所があり、金やコネでのび助を画家にしようと考えていたが、のび助に「金やコネがなくても、仕事の合間でも絵は描ける」と論された。のび助に言われても、自分のやり方を改めようとせず、第2候補の大家のパトロンになった（第3候補もいたらしい）。
金満 兼子（かねみつ かねこ）
声 - 中谷ゆみ（1981.4）→鷹森淑乃（2002.10）→久川綾（2006.8）→白石涼子（2025.2）
金満の娘。とても美人。のび助が金満の援助を受ける条件には兼子との結婚も含まれていた（のび助がその条件を承諾すれば、玉子とは結婚しないのでのび太は生まれなくなる）。
父親と同じく高慢な所があり、のび助は兼子の心に傷を付けないよう彼女に気を使っていたのにも関わらず、のび助が断った際はその気持ちを理解せずに「馬鹿にしないでよ!」「あんたみたいな馬鹿な人は大嫌い！」と掌を返してのび助を追い出した。

## アニメで書き初めした不正確な履歴
テレビアニメ第2作1期「タイムマシンでお正月」（1980年1月1日放送、映像ソフト未収録）に放送された一場面にのび助の書き初めが映り、そこにはのび助の履歴らしき内容が記されていた。
ただし、以下の情報のうち、原作漫画に登場するのは「野比」という名字、名前の末尾が「助」、現住所が「東京都」という点のみである。
アニメの一場面に映ったのび助の書き初め（公式設定ではない不正確な内容）
- 本名：野比 野比助
- 生年月日：昭和15年1月24日
- 本籍：東京都世田谷区野毛 1-0（以下不明）
- 現住所：東京都中練馬区 3-14-（以下不明）

学歴
- 昭和28年3月 東京都立世田谷野毛山帝都（以下不明）
- 昭和31年3月 東京世田谷野毛第四十中学（以下不明）
- 昭和34年3月 東京都立野毛山大附属（以下不明）
- 昭和40年3月 東京灯台大学院 卒（以下不明）

免許
- 全国珠算連盟九段
- 第三種電器技師 免許（以下不明）

## その他
- 2巻「地下鉄をつくっちゃえ」では、のび太とドラえもんがのび助へ贈った定期券に「野比のび三」と書かれている[43]が、それはセワシの父の名であるとの説がある[44]。ただし、現在の版では「野比のび助」へと改変されている。また、1979年のこのエピソードのアニメ化作品では、勤めている会社の名前が「何度加（なんとか）会社」となっている。
- のび太の息子であるノビスケと同名にあたる。一時期区別を付けるためか、ノビスケからノビオに変更した時期もある[45]。
- 画家を希望していた若い頃に現在の姿のドラえもんとのび太を見ているが、覚えていないらしい[23]。彼の妻である玉子も幼い頃にドラえもんとのび太を目撃している[46]が、「あやしい二人」と認識しただけだった。のび太が生まれた直後、ドラえもんと一緒にやってきた小学生の「のび太」が「猿みたい」と発言して、若いのび助は激怒。彼は「親の顔が見たい」とコメントしている[13]。さらに玉子はのび太の幼少期（のび助の母親が存命の頃）にも目撃し、現在ののび太に自分の容姿や幼少ののび太をなじられ憤慨している。現在ののび太が必死に事情を説明しても、「おかしな子ね」「のび太はこの子よ」とあしらっている[47]。というように、これまでの人生の中、玉子は3回、のび助は2回現在のドラえもんとのび太を見ているが「現在ののび太に酷似している少年」について覚えている描写はない。
- 前述の通り子供の頃の学力はあまりよくなく0点を取ったこともある。その為0点を取ったのび太を厳しく𠮟ろうとしたがのび太にその答案を見せられて叱ることができなかった[48]。
- ドラえもんとのび太曰く、彼が作るカレーは世界一まずいらしい[49]。初期の頃は料理が上手という描写[50]もあるが、同じく初期の頃に風邪で寝込んだ玉子の代わりにご飯を作っているのを見たのび太が「父さんの料理なんて食べられない」と発言し、ドラえもんも横でそれに同意した顔をしている描写[51]もある。また、別の話で玉子不在の時に料理を作ろうとした際には、指を切る・砂糖と塩を間違える・ごはんを黒焦げにする・おかしな味付けにするなど[52]、ジャイアン程ではないにせよその下手さが如実に現れている。
- エロ本らしき本をのび太が見つけている（が、その時はある用事のため時間がなく、ドラえもんにすぐにとられた。この本はのび助のへそくり1万円が挟まれていた[53]）。
- のび太が結婚する頃にはすっかり禿げてしまい髪型がバーコードとなっている（アニメのみ）[54]。
- 『ドラえもん のび太とブリキの迷宮』ではのび太やドラえもんより早く冒頭で登場し、ブリキンホテルを予約している。
- 『ドラえもん のび太と奇跡の島』では「ワスレンボー」で記憶を失い本名がわからなかった（「ダッケ」と呼ばれている）とは言え幼少期姿が映画のメインゲストキャラクターとして活躍した。
- ギャンブルに興じる場面はないが、原作の「ペコペコバッタ」ではドラえもんの道具の効力で会社の帰りに麻雀をしていたことを玉子に謝罪している。アニメ版では、のび助が財布をなくした時「たばこも吸えない、おでんも食べられない、それからパチンコも出来ない。ああ、生きていく楽しみが何にも無い」と嘆く場面はある[55]。近いものとして、一時期は宝くじに熱中したり[56]、知人達と共に麻雀をしたこともあった[57]。宝くじは5万円分も買い続けながら大当たりがほとんどなく、玉子にもう買うなと言われてしまう。しかしこの直前に、一等600万円の当たりくじを買うという強運も持ち合わせている（当選事実に喜び合うのび太、ドラえもん、玉子だったが、当ののび助は、当たりくじを友人に売ってしまっていた（第2期[58]では募金に回している）。そのためドラえもんと玉子は激怒しのび太はうなだれていたがのび助は全くこの状況を理解できていなかった[56]。その後、玉子は宝くじを買うのを許したらしく、9巻「ごきげんメーター」で10万円、36巻「サカユメンでいい夢みよう」では100万円を当てている。
- 戦時中だった子供の頃（原作では1945年6月10日）、疎開先である少女（実は女装したのび太であり、あまり可愛いとはいえない容姿であったがのび助の回想の中では何故か少女漫画チックなほどに美少女として描かれていた）に一目ぼれする[59]。連載当初は終戦後24年目であり、のび太の親世代は皆戦争経験者であったことから、タイムマシンを使った戦時下エピソードも数本が描かれた[60]。しかし、連載が長期化するにおよんで、次第に描かれなくなっていった[注 17]。
- 少年時代について、原作では戦中若しくは戦後間もない頃だったが、現在の少年時代の設定では自動販売機の描写があるなど（「月の光と虫の声」など）、昭和末期〜平成頃と思われる設定になっている。のび助の妻になる野比玉子の少女時代についてもガチャガチャや松田聖子ポスターの描写があり、時代設定が大幅に近代化されている。

## 配役

### 声優
- 村越伊知郎（初代：テレビアニメ第1作）
- 加藤正之（2代目：テレビアニメ第2作第1期：第2話 - SPECIAL 第1199話、映画：第1作 - 第13作）（1979年4月3日 - 1992年10月2日[注 18]）
- 中庸助（3代目：テレビアニメ第2作第1期：第527話Aパート - SPECIAL：第1787話、映画：第14作 - 第21作）（1992年10月23日 - 2005年3月18日）
- 松本保典（4代目：テレビアニメ第2作第2期）

少年時
- テレビアニメ第2作第1期：小原乃梨子（1979.5 - 10、1985.2 - 2005.3）、山田栄子（1984 - 1985.1）
- テレビアニメ第2作第2期：小林由美子（2005.8）、大本眞基子（2009.6）→優希比呂（2010.6 - 2021.9[61]）、小林沙苗（2018.11[62]）、野沢雅子（映画：第7作）

### 俳優
- 小手伸也 - 2020年7月放送のソフトバンクのテレビCM「5Gって ドラえもん？」にて担当[63]。